# Habicht (Schiff, 1938)
Die Habicht war ein 1938 gebautes Kombischiff der deutschen Argo Reederei Richard Adler & Co., das im Zweiten Weltkrieg von der Kriegsmarine als Lotsenmutterschiff und als Wachschiff genutzt wurde und nach dem Krieg noch bis 1961 erst unter niederländischer und zuletzt unter südafrikanischer Flagge fuhr.

## Bau und technische Daten
Das Schiff lief am 8. März 1938 bei den Nordseewerken Emden mit der Baunummer 187 vom Stapel. Es war 75,33 m lang und 12,04 m breit, hatte 4,60 m Tiefgang und war mit 1577 BRT und 763 NRT vermessen. Eine 2-Zylinder-Verbunddampfmaschine mit einer Niederdruckdampfturbine der Deschimag ergab 1100 PSi und über eine Welle eine Geschwindigkeit von 16 Knoten. Das Schiff hatte Platz für 40 Passagiere. Die Besatzung zählte 26 Mann.
Schwesterschiff war die 1938 von der Lübecker Maschinenbau Gesellschaft gebaute Adler (1494 BRT), die 1939 ebenfalls von der Kriegsmarine requiriert, aber erst ab 1944 als Verwundetentransporter genutzt wurde. Etwas kleinere Halbschwestern waren die 1938 von der Howaldtswerke AG in Kiel gebauten Reiher (1304 BRT) und Schwan (1311 BRT).

## Laufbahn

### Vorkriegszeit
Die Habicht wurde am 2. Mai 1938 von der Argo Reederei in Dienst gestellt und fuhr bis August 1939 zwischen Bremen und Hull in Nordengland.

### Zweiter Weltkrieg
Bereits kurz vor Kriegsbeginn wurde sie von der Kriegsmarine requiriert und als Lotsenmutterschiff Habicht I dem Sperrlotsenverband der Ostsee (Sperrlotsenverband Ost) zugewiesen. Als der Sperrlotsenverband Ost am 1. August 1940 in Bewachungsverband der Ostseezugänge (Bewa Ost) umbenannt wurde, erhielt das Schiff die neue Bezeichnung Wachschiff 1. Am 18. August 1942 wurde der Bewa Ost aufgelöst und das Wachschiff 1, Habicht kam mit der neuen Bezeichnung V 1921 zur 19. Vorpostenflottille, die weiterhin in dänischen Gewässern operierte. Die Flottille wurde am 1. Oktober 1943 zur 5. Sicherungsflottille umgegliedert, und daraufhin erhielt das Schiff am 15. Februar 1944 die Bezeichnung Sperrwachschiff und die Nummer Vs 516. Vom 15. August bis zum 15. November 1944 lag das Schiff zur Überholung in Aarhus, und während dieser Zeit wurde es am 13. Oktober 1944 dem Nachrichtenmittelerprobungskommando (N.E.K.) als Versuchsschiff unterstellt. Am 14. Dezember 1944 geriet es bei einem sowjetischen Luftangriff auf den Hafen von Libau nach einem Bombentreffer in Brand und wurde auf Grund gesetzt. Es wurde jedoch wieder gehoben und befand sich bei Kriegsende im Mai 1945 zur Reparatur in Kiel, wo es britische Kriegsbeute wurde.

### Nachkriegsjahre
Das in Kiel aufgelegte Schiff wurde schließlich als Reparationszahlung den Niederlanden zugesprochen und am 20. Juni 1947 in Kiel übergeben. Es wurde dann auf der Werft von Wilton-Fijenoord in Schiedam für die Reederei Maatschappij Zeevaart (Hudig & Veder) in Rotterdam zum Viehtransporter umgebaut. Es war nun mit 1214 BRT und 529 NRT vermessen und hatte 1427 tdw Tragfähigkeit. Ab Juli 1948 fuhr es mit dem neuen Namen Hagno auf der Strecke Dublin-Rotterdam und brachte bei jeder Fahrt bis zu 360 irische Ochsen und Kühe als Schlachtvieh in die Niederlande.
1953 wurde die Hagno an Smith’s Coasters (Pty.) Ltd. in Durban, Südafrika, verkauft und in Induna umbenannt. Sie wurde 1961 in Durban aufgelegt und dann im Januar 1962 an K. Nathan (Pty.) Ltd. in Durban zum Abbruch verkauft.